# Kroyo (Karangmalang)
Kroyo is een bestuurslaag in het regentschap Sragen van de provincie Midden-Java, Indonesië. Kroyo telt 9356 inwoners (volkstelling 2010).